# Sículo-árabe
O sículo-árabe ou árabe siciliano foi a variedade de árabe magrebino falada no Emirado da Sicília.

## História
Entre 827 e 902, o Emirado Aglábida conquistou lentamente a Sicília do Império Bizantino, fazendo do árabe sua língua oficial. Em 909, o Califado Fatímida, tendo derrubado o último emir aglábida da Ifríquia, tomou controle da Sicília, e em 948 apontou Haçane ibne Ali Alcalbi como emir da ilha, fazendo dela um emirado autônomo.
Mesmo após a conquista normanda entre 1061 e 1090, o árabe permaneceu sendo usado na administração, em paralelo ao grego e ao latim, até o fim da dinastia normanda em 1197. A dinastia de Hohenstaufen, por sua vez, cessou o uso do árabe, expulsou os muçulmanos remanescentes na ilha para um enclave em Lucera, onde o uso do árabe continuou até sua destruição em 1300. Em Malta, contudo, a língua permaneceu sendo utilizada, tendo sido trazida por sicilianos arabizados no século XI, e se desenvolveu autonomamente, tornando-se a língua maltesa, única língua semita escrita normalmente no alfabeto latino e única língua afroasiática oficial na União Europeia.

## Herança na Sicília
O árabe falado na sicília, além de gerar a língua moderna de Malta, deixou diversas marcas na língua siciliana, especialmente para tecnologias e insumos agrícolas introduzidos pelos magrebinos na ilha, por exemplo:
- cafîsu (do árabe قفيز): unidade de medida de óleo equivalente a 16-17 litros
- carrubba (do árabe خروب, de onde também o português alfarroba): alfarroba
- favara (do árabe فوارة): fonte
- gebbia (do árabe جب, de onde também o maltês ġiebja e o português algibe): cisterna
- maìdda (do árabe مائدة): recipiente de farinha
- noria (do árabe ناعورة, de onde também o português nora): nora
- saia (do árabe ﺳﺎﻗﻴـة, de onde também o maltês saqqajja): canal semelhante à nora
- tanura (do árabe تنور, de onde também o maltês kenur): forno
- tùmminu (do árabe ثمن): unidade de medida agrária equivalente a 17 litros
- zaffarana (do árabe زعفران, de onde também o maltês żagħfran e o português açafrão): açafrão

Também são utilizados pelos sicilianos até hoje uma série de sobrenomes de origem sículo-árabe, como Butera, Buscema, Carunaa, Cassarà, Fragalà, Gebbia, Gedda, Sciarrabba (ou Sciarabba), Vadalà (ou Badalà), Zappalà e Zizzo. Ainda há marcas na toponímia regional, como Calascibetta, Calatabiano, Calatafimi (a segunda parte do nome derivando do nome grego Eufêmio), Caltabellotta, Caltagirone, Caltanissetta, Caltavuturo (a primeira parte de todas as anteriores derivando do árabe قلعة), Mongibeddu (nome local do vulcão Etna, a primeira parte derivada do latim mons, monte), Gibellina, Giarre, Giarratana e Mazara del Vallo (apenas a primeira palavra).